# Atarbodes
Atarbodes is een ondergeslacht van het insectengeslacht Atarba binnen de familie steltmuggen (Limoniidae).

## Soorten
- A. (Atarbodes) apoensis (Alexander, 1932)
- A. (Atarbodes) argentata (Edwards, 1928)
- A. (Atarbodes) bilobula (Alexander, 1969)
- A. (Atarbodes) bipunctulata (Alexander, 1932)
- A. (Atarbodes) bismila (Alexander, 1969)
- A. (Atarbodes) crassispina (Alexander, 1972)
- A. (Atarbodes) decincta (Alexander, 1969)
- A. (Atarbodes) dicera (Alexander, 1969)
- A. (Atarbodes) dolichophallus (Alexander, 1960)
- A. (Atarbodes) fasciata (Edwards, 1926)
- A. (Atarbodes) flava (Brunetti, 1912)
- A. (Atarbodes) fuscicornis (Edwards, 1916)
- A. (Atarbodes) hemimelas (Alexander, 1960)
- A. (Atarbodes) infuscata (Edwards, 1928)
- A. (Atarbodes) intermedia (Alexander, 1956)
- A. (Atarbodes) issikiana (Alexander, 1930)
- A. (Atarbodes) javanica (Alexander, 1915)
- A. (Atarbodes) jeanneli (Riedel, 1914)
- A. (Atarbodes) leptophallus (Alexander, 1964)
- A. (Atarbodes) leptoxantha (Alexander, 1928)
- A. (Atarbodes) limbata (Edwards, 1933)
- A. (Atarbodes) marginata (Edwards, 1928)
- A. (Atarbodes) minuticornis (Alexander, 1930)
- A. (Atarbodes) pallidicornis (Edwards, 1916)
- A. (Atarbodes) rhodesiae (Alexander, 1948)
- A. (Atarbodes) sikkimensis (Alexander, 1969)
- A. (Atarbodes) tergata (Alexander, 1958)
- A. (Atarbodes) tergatoides (Alexander, 1965)
- A. (Atarbodes) trimelania (Alexander, 1963)